# Черников, Михаил Юрьевич
Михаил Юрьевич Черников (род. 11 января 1974, Ачинск, Красноярский край, РСФСР, СССР) — российский деятель органов внутренних дел. Начальник Управления МВД России по Хабаровскому краю с 5 февраля 2015 по 17 июня 2017. Начальник Госавтоинспекции Министерства внутренних дел Российской Федерации с 17 июня 2017. Генерал-лейтенант полиции (2018).

## Биография
Родился 11 января 1974 в городе Ачинске Красноярского края.
Окончил Красноярский инженерно-строительный институт (ныне — Инженерно-строительный институт Сибирского федерального университета), в 2003 окончил юридический факультет Красноярского государственного университета по специальности «юрист».
Службу в органах внутренних дел начал в 1995 с должности госавтоинспектора дорожного надзора ОГАИ УВД города Ачинска.
- С 1996 по 2003 — служба в УВД города Ачинска, командир роты ДПС, впоследствии начальник отдела ГИБДД.
- С 2003 по 2006 — заместитель начальника управления ГИБДД, начальник отдела кадров, начальник милиции общественной безопасности УВД Ачинска и Ачинского района.
- С мая 2006 по 9 мая 2011 — начальник управления ГИБДД ГУВД Красноярского края.
- С 9 мая 2011 по 5 февраля 2015 — заместитель начальника ГУ МВД по Ставропольскому краю[2].
- С 5 февраля 2015 по 17 июня 2017 — начальник УМВД России по Хабаровскому краю[3].

Указом Президента Российской Федерации от 5 февраля 2015 присвоено специальное звание «генерал-майор полиции».
- С 17 июня 2017 — начальник Главного управления по обеспечению безопасности дорожного движения МВД России[4].

Указом Президента Российской Федерации от 11 июня 2018 присвоено специальное звание «генерал-лейтенант полиции».

## Семья
Женат, воспитывает двоих детей. Занимается спортом: мастер спорта СССР по гиревому спорту, кандидат в мастера спорта по дзюдо.

## Награды
- Медаль «За заслуги перед Чеченской Республикой» (8 октября 2023) — за значительный вклад в развитие отраслей дорожного хозяйства Чеченской Республики и в связи с профессиональным праздником Днем работников дорожного хозяйства